# Alonso de Vargas (advocat)
Alonso de Vargas   (Madrid) va ser un advocat castellà.
Natural de la vila de Madrid. Segons Juan Pérez de Montalbán, que l'inclou a la seva secció Índice de ingenios madrileños, va ser un destacat advocat que va deixar escrits vint volums d'informacions, i va escriure un extens tractat sobre una gabella imposada pel duc d'Osuna a Messina. Hom l'havia confós amb un altre personatge del mateix nom, militar de professió, amb residència al carrer del Almendro al segle XVII.